# Potrzebowski Peak
Der Potrzebowski Peak (polnisch Szczyt Potrzebowskiego) ist ein rund 300 m hoher und isolierter Berg im Südwesten von King George Island im Archipel der Südlichen Shetlandinseln. Er ragt östlich des Buddington Peak zwischen dem Moczydłowski-Gletscher und dem Polar Friendship Glacier am Nordufer der Marian Cove auf.
Polnische Wissenschaftler benannten ihn 1984 nach Kazimierz Potrzebowski, dem stellvertretenden Leiter der von 1979 bis 1980 durchgeführten polnischen Antarktisexpedition und Teilnehmer an mehreren weiteren polnischen Antarktisexpeditionen.